# Mamoea bicolor
Mamoea bicolor är en spindelart som först beskrevs av Bryant 1935.  Mamoea bicolor ingår i släktet Mamoea och familjen Amphinectidae. Inga underarter finns listade i Catalogue of Life.